# Eis que Estou à Porta e Bato
Eis que Estou à Porta e Bato é o oitavo álbum de estúdio da banda de rock cristão Katsbarnea, lançado em agosto de 2013. É o segundo trabalho de canções inéditas do grupo na liderança do cantor Paulinho Makuko. Produzido por André Kostta, o trabalho ainda trouxe regravações das canções "Overdose" e "Jeremias", presente no álbum 12, o último de carreira solo por Makuko.
Anterior ao lançamento do trabalho, o Katsbarnea lançou várias prévias do projeto. Primeiro, o single "Nasceu um Novo Dia" em 2012, também em videoclipe em versão acústica. Um mês anterior ao lançamento do álbum, foram liberados os singles "Verdadeiro Amigo" e "Jeremias".
| Críticas profissionais | Críticas profissionais |
| Avaliações da crítica  | Avaliações da crítica  |
| Fonte                  | Avaliação              |
| ---------------------- | ---------------------- |
| O Propagador           | [ 8 ]                  |

## Faixas
1. "Mensageiro" - 4:35
2. "Nasceu um Novo Dia" - 3:22
3. "I Can Fly" - 4:44
4. "Verdadeiro Amigo" - 3:46
5. "Jeremias" - 3:36
6. "Morra, Babilônia" - 4:28
7. "Anjo do Mal" - 4:28
8. "Overdose" - 3:55
9. "Passo a Passo" - 4:30
10. "A cabeça de João Batista" - 3:52
11. "Nasceu um Novo Dia" (versão acústica) - 3:43

## Ficha técnica
- Paulinho Makuko - vocal e guitarra rítmica
- Jeff Fingers - guitarra
- Marrash - bateria
- Moisés Brandão - baixo